# Баева, Антонина Антоновна
Антонина Антоновна Баева (25 декабря 1928, Большое Приютное, Уральская область — 14 июля 1999, Москва) — русская советская поэтесса, педагог.

## Биография
Антонина Антоновна Баева родилась 25 декабря 1928 года в селе Большом Приютном  Большеприютинского сельсовета Петуховского района Ишимского округа Уральской области, ныне село входит в Петуховский муниципальный округ Курганской области.
Её детство прошло в этом районе по разным сёлам (Малое Приютное, Теплодубровное, Петухово, Жидки, Новое Ильинское и Пеньковка). Её отец, Антон Васильевич Баев, работал колхозным и сельским председателем. Антонина училась 5-7 классах в с. Больше-Приютном, жила у деда и дядьёв. Её мать умерла в 1937 году.
Окончила при Петуховском городском отделе народного образования 8-ми месячные курсы. Экстерном окончила Петуховское педагогическое училище (за три семестра сдала все экзамены за четырёхгодичный курс).
С 17 лет работала учителем начальных классов в школе пос. Курорт «Озеро Медвежье». С 1949 года училась в Ишимском учительском институте. Вечерами работала на одной из кафедр института. В 1951—1953 годах преподавала русский язык и литературу в школе села Шаблыкино Шаблыкинского сельсовета Ишимского района Тюменской области.
С 1952 года член КПСС.
С 1952 года инвалид 1 группы. Ей приходилось трудно передвигаться, пока тяжелая болезнь не приковала Антонину Баеву на всю жизнь к постели.
С 1953 года жила в городе Кургане. Доучилась заочно в Курганском государственном педагогическом институте. С 1953 года работала в школе № 11 учителем русского языка. В ноябре 1956 года Антонина Антоновна была уволена с формулировкой «за профнепригодность, за незнание своего предмета». Позднее сама Баева объяснила этот факт тем, что коллегам было тяжело видеть её — инвалида.
С 1962 года член Союза писателей СССР.
В 1965 году вместе с семьёй переехала в город Курск, а в 1967 году — в город Краснодар.
С 1970 года Антонина Антоновна с дочерью Верой Михайловной (род. 1955) проживали в городе Сочи.
В последние годы жизни А.А. Баева жила в Москве.
Антонина Антоновна Баева умерла 14 июля 1999 года <где?>. Похоронена  <где?> в Истринском районе Московской области.

## Творчество
В 1958 году А.А. Баева впервые опубликовала своё стихотворение «Постарело лето» в ставропольской газете. Первые стихи А. Баевой появились в печати в 1958—1959 годах на страницах городской газеты «Ишимская правда». Антонина занималась в литобъединении им. П. Ершова при редакции.
В 1961 в издательстве газеты «Советское Зауралье» вышла первая книга стихов «Впереди перегоны».
Её произведения отличаются жизнелюбием и стойкостью, искренностью и душевностью. Образ русской природы, русской действительности, традиций — неотъемлемая часть её творчества. Много стихов написала, тоскуя о родных местах от невозможности приехать.
Став инвалидом А.А. Баева боролась и примером во многом служил подвиг Николая Алексеевича Островского. Его жажда жизни, стремление остаться в строю невзирая на недуги, давали силы. Многое Антонине Антоновне дало посещение музея Островского в городе Сочи, общение с теми, кто знал и помнил писателя.
Среди её произведений много стихов для детей.
Материалы творческой деятельности за 1961—1979 гг. хранятся в Государственном казённом учреждении «Государственный архив Курганской области».

## Награды и премии
- Премия Ленинского комсомола — за поэму «Твой вечный бой», посвящённой памяти Н.А. Островского, 1979 год
- Премия им. Н.А. Островского, Краснодарский крайком ВЛКСМ, 1979 год

## Сочинения
Стихотворения А.А. Баевой с 1958 года стали появляться на страницах газет «Ишимская правда», «Молодой ленинец», «Советское Зауралье», в журнале «Урал». Опубликованы в антологии «Русская советская поэзия Урала» (1983). Выходили отдельными сборниками.
- Баева А.А. Впереди перегоны. — Курган: газ. «Сов. Зауралье», 1961. — 51 с. — 2000 экз.[6]
- Баева А.А. Находка: стихи для дошкольного возраста. — Свердловск: Кн. изд., 1963. — 22 с. — 100 000 экз.[7]
- Баева А.А. Рогатый конь: стихи для дошкольного и младш. школьн. возраста. — Челябинск: Кн. изд., 1963. — 16 с. — 100 000 экз.[8]
- Баева А.А. Таволга цветёт. — Челябинск: Кн. изд., 1963. — 104 с. — 3000 экз.[9]
- Баева А.А. Березовый сок. — Челябинск: Южно-Уральское кн. изд., 1964. — 71 с. — 5000 экз.[10]
- Баева А.А. Угадали? : стихи для дошк. возраста. — Свердловск: Сред.-Уральское кн. изд., 1964. — 19 с. — 100 000 экз.[11]
- Баева А.А. Тёплые проталинки: стихи для детей. — Челябинск: Южно-Уральское кн. изд., 1965. — 15 с. — 50 000 экз.[12]
- Баева А.А. Зимняя радуга. — М.: Сов. писатель, 1966. — 103 с. — 10 000 экз.[13]
- Баева А.А. Журавлиное перо. — Воронеж: Центр.-Чернозем. кн. изд., 1967. — 111 с. — 10 000 экз.[14]
- Баева А.А. Морские камушки: стихи для дошк. возраста. — Свердловск: Сред.-Уральское кн. изд., 1967. — 18 с. — 150 000 экз.[15]
- Баева А.А. Лесной шиповник. — М.: Сов. Россия, 1968. — 103 с. — 10 000 экз.[16]
- Баева А.А. Дорога к морю. — Краснодар: Кн. изд., 1969. — 92 с. — 4000 экз.[17]
- Баева А.А. На окошке лето: стихи для дошкольников. — Краснодар: Кн. изд., 1970. — 21 с. — 150 000 экз.[18]
- Баева А.А. Стихи: для дошк. возраста. — М.: Малыш, 1970. — 15 с. — 150 000 экз.[19]
- Баева А.А. Лирика. — Краснодар: Кн. изд., 1971. — 111 с. — 4000 экз.[20]
- Баева А.А. Калина-ягода. — М.: Сов. писатель, 1972. — 104 с. — 10 000 экз.[21]
- Баева А.А. День рождения. — Краснодар: Кн. изд., 1974. — 47 с. — 5000 экз.[22]
- Баева А.А. Стихи. — М.: Сов. Россия, 1976. — 190 с. — 25 000 экз.[23]
- Баева А.А. Песня иволги. — М.: Сов. писатель, 1977. — 110 с. — 20 000 экз.[24]
- Баева А.А. Тёплые зимы. — Краснодар: Кн. изд., 1978. — 271 с. — 5000 экз.[25]
- Баева А.А. Твой вечный бой: поэма. — Краснодар: Кн. изд., 1979. — 31 с. — 10 000 экз.[26]
- Баева А.А. Ветер с Тобола. — Челябинск: Южно-Уральское кн. изд., 1981. — 87 с. — 5000 экз.[27]
- Баева А.А. Дочерний свет. — М.: Сов. писатель, 1982. — 143 с. — 20 000 экз.[28]
- Баева А.А. Зайка: стихи для дошк. возраста. — М.: Малыш, 1982. — 16 с. — 300 000 экз.[29]
- Баева А.А. Твой вечный бой. — М.: Мол. гвардия, 1982. — 79 с. — 50 000 экз.[30]
- Баева А.А. Тобол — степная река. — Алма-Ата: Жазушы, 1983. — 135 с. — 6000 экз.[31]
- Баева А.А. Голосинки России. — М.: Сов. Россия, 1984. — 174 с. — 25 000 экз.[32]
- Баева А.А. Твой вечный бой: поэма доп., дораб.. — Краснодар: Кн. изд., 1984. — 95 с. — 2000 экз.[33]
- Баева А.А. Мужская работа. — М.: Правда, 1985. — 32 с. — (Б-ка «Огонёк» № 37). — 85 000 экз.[34]
- Баева А.А. Праздник жизни. — М.: Сов. писатель, 1985. — 143 с. — 20 000 экз.[35]
- Баева А.А. Избранное. Стихотворения и поэмы. — М.: Худож. лит., 1986. — 559 с. — 25 000 экз.[36]
- Баева А.А. Строгий возраст. — М.: Сов. писатель, 1990. — 189 с. — 10 000 экз. — ISBN 5-265-01232-X.[37]
- Баева А.А. Ермаков поклон: поэма. — М.: Книга, 1995. — 31 с. — 2000 экз. — ISBN 5-7132-0062-0.[38]

## Семья
- Отец, Антон Васильевич Баев, работал колхозным и сельским председателем.
- Дочь Вера Михайловна (род. 1955)[39]